# Мирон Критски
Мирон Критски је православни светитељ, епископ критски из 3. века. 
Рођен је и васпитао у граду Авракији на острву Криту. Млад се оженио и бавио се земљорадњом. Вишак својих производа делио је сиротињи. Његова самилост и милосрдност се прочула надалеко. 
Када је рукоположен за свештеника, ревносно је поучавао народ Јеванђељу. У време прогона хришћана цара Декија храбрио је хришћане на мученичке подвиге. Након смрти цара Декија и престанка прогона, свети Мирон је изабран за епископа Крита. 
Као епископ он је установио празновање светих мученика, пострадалих за Христа у време гоњења. У његовом житију се наводе  многа чуда и друга дела које је чинио. Наводи се да је успео да заустави ток реке, зване Тритон, прешао преко ње и наредио да поново потече својим коритом. 
Умро је око 350. године, у старости од 100 година.
Православна црква прославља светог Мирона  08.(21.) августа.